# Vitray-en-Beauce
Vitray-en-Beauce é uma comuna francesa na região administrativa do Centro, no departamento Eure-et-Loir. Estende-se por uma área de 10,74 km². Em 2010 a comuna tinha 358 habitantes (densidade: 33,3 hab./km²).